# Julie Kavanagh
Julie Kavanagh (* 10. Juli 1952 in Johannesburg, Südafrika) ist eine britische Journalistin und Schriftstellerin.
Julie Kavanagh verbrachte ihre frühe Kindheit in Kapstadt. Als Balletttänzerin an der Royal Ballet School in London ausgebildet, musste sie das Tanzen wegen einer Verletzung aufgeben.
In der Folge nahm sie eine Stelle bei British Vogue an und arbeitete dann als Herausgeberin des Londoner Modemagazins Women's Wear Daily. 1977 begann sie ein Studium in Oxford, das sie mit einem First Class degree in Englisch beendete. In dieser Zeit unterhielt sie eine über drei Jahre dauernde Beziehung mit dem englischen Romanautor Martin Amis. Die nächsten zehn Jahre arbeitete sie als Abteilungsleiterin bei Harpers & Queen und als Kritikerin für den Spectator. Unter Tina Brown war sie als Herausgeberin für die Londoner Ausgabe von Vanity Fair verantwortlich.
Ihr zweites Buch nach der Biografie des englischen Tänzers und Choreografen Frederick Ashton ist eine Biografie von Rudolf Nurejev. Auf der Grundlage des Buchs erarbeitete David Hare das Drehbuch zu Ralph Fiennes’ Film Nurejew – The White Crow (2018), der den Absprung des sowjetischen Tänzers in den Westen bei seinem Pariser Gastspiel zum Thema hat. Ihre Biografie der Marie Duplessis, die 2013 erschienen ist, wurde mit dem italienischen Premio Comisso für die beste Biografie ausgezeichnet.
Julie Kavanagh schreibt regelmäßig Artikel und Kritiken für den Economist.
Sie ist mit dem ehemaligen Tänzer des Royal Ballet Ross MacGibbon verheiratet und hat zwei Söhne.

## Schriften
- Secret Muses. The Life of Frederick Ashton. New York: Pantheon Books 1997. ISBN 978-0-67944269-1.
- Rudolf Nurejev. The Life. New York: Pantheon Books 2008. ISBN  978-0-14102969-6.
- The Girl Who Loved Camelias. The Life and Legend of Marie Duplessis. New York: Knopf 2013. ISBN 978-0-30727079-5.
- The Irish Assassins: Conspiracy, Revenge and the Phoenix Park Murders That Stunned Victorian England. Black Cat, New York 2021, ISBN 978-0-8021-4936-7.